# Абдул Азіз Тетте
Абдул Азіз Тетте (англ. Abdul Tetteh, нар. 25 травня 1990) — ганський футболіст, півзахисник клубу «Лех». Виступав, зокрема, за клуби «Херес» та «Платаніас», а також молодіжну збірну Гани. Дворазовий володар Суперкубка Польщі.

## Клубна кар'єра
У дорослому футболі дебютував 2007 року виступами за команду столичного клубу «Ліберті Профешнелс», в якій відіграв один рік й був ключовим гравцем свого клубу. У січні 2008 року перейшов до італійського «Удінезе». Влітку 2008 року залишив «Удінезе» й на правах річної оренди перейшов до іспанського клубу «Херес» з Сегунда Дивізіону. Після року, проведеного в «Хересі», повернувся в «Удінезе», але відразу ж відправився в оренду до іншого іспанського клубу, «Гранада». Після ще декількох років поневірянь по орендах, у 2013 році приєднався до грецького «Платаніаса». Сума трансферу склала 24 600 євро. На даний час виступає в польському «Леху». З моменту свого переходу відіграв за команду з Познані 62 матчі в національному чемпіонаті.

## Виступи за збірну
У лютому 2008 року головний тренер національної збірної Гани, француз Клод Ле Руа, вперше викликав Абдула на матч Чемпіонату африканських націй на матч проти Нігеру, але на поле він так і не вийшов. У березні 2008 року головний тренер ганської молодіжки Селлас Тетте знову викликав Абдул Азіза до табору команди, але гравець також у тому поєдинку не виходив на футбольне поле.

## Статистика виступів

### Клубна
Станом на 17 вересня 2017 року
| Клуб            | Сезон   | Ліга        | Ліга  | Ліга | Кубок | Кубок | Європа | Європа | Інші1 | Інші1 | Загалом | Загалом |
| Клуб            | Сезон   | Ліга        | Матчі | Голи | Матчі | Голи  | Матчі  | Голи   | Матчі | Голи  | Матчі   | Голи    |
| --------------- | ------- | ----------- | ----- | ---- | ----- | ----- | ------ | ------ | ----- | ----- | ------- | ------- |
| «Фокікос»       | 2012–13 | Бета Етнікі | 12    | 2    | 0     | 0     | –      | –      | –     | –     | 12      | 2       |
| «Фокікос»       | Загалом | Загалом     | 12    | 2    | 0     | 0     | –      | –      | –     | –     | 12      | 2       |
| «Платаніас»     | 2012–13 | Суперліга   | 11    | 1    | 3     | 0     | –      | –      | –     | –     | 14      | 1       |
| «Платаніас»     | 2013–14 | Суперліга   | 29    | 4    | 1     | 0     | –      | –      | –     | –     | 30      | 4       |
| «Платаніас»     | 2014–15 | Суперліга   | 27    | 3    | 2     | 0     | –      | –      | –     | –     | 29      | 3       |
| «Платаніас»     | Загалом | Загалом     | 67    | 8    | 6     | 0     | –      | –      | –     | –     | 73      | 8       |
| «Лех» (Познань) | 2015–16 | кстракляса  | 28    | 0    | 4     | 0     | 6      | 0      | 0     | 0     | 38      | 0       |
| «Лех» (Познань) | 2016–17 | кстракляса  | 26    | 1    | 3     | 0     | –      | –      | 1     | 0     | 30      | 1       |
| «Лех» (Познань) | 2017–18 | кстракляса  | 6     | 0    | 1     | 0     | 4      | 0      | –     | –     | 11      | 0       |
| «Лех» (Познань) | Загалом | Загалом     | 60    | 1    | 8     | 0     | 10     | 0      | 1     | 0     | 79      | 1       |

1 Включаючи Суперкубок Польщі.

## Титули й досягнення
«Лех»
- Суперкубок Польщі:
  -  Володар (2): 2015, 2016